# Japan Football League 1996
La stagione 1996 è stata la quinta edizione della Japan Football League, secondo livello del campionato giapponese di calcio.

## Stagione

### Novità
Prima dell'inizio della stagione il Consadole Sapporo (nato dalla riorganizzazione del Toshiba come squadra professionistica) e il Brummell Sendai ottennero lo status di membro associato della J. League, aggregandosi al lotto delle candidate alla promozione nella lega professionistica, che già includeva Vissel Kobe e Tosu Futures. Anche il NEC Yamagata subì un riassetto societario, presentandosi ai nastri di partenza con la denominazione di Montedio Yamagata.

## Squadre partecipanti

### Allenatori
| Club              | Allenatore                    |
| ----------------- | ----------------------------- |
| Brummell Sendai   | Chōei Satō                    |
| Consadole Sapporo | Masayuki Miura                |
| Cosmo Oil         | Yoshihiko Yamamoto            |
| Fujitsu           | Hiroshi Jōfuku                |
| Fukushima FC      | Sconosciuto                   |
| Honda Motor       | Hiroki Fukushima              |
| Montedio Yamagata | Nobuhiro Ishizaki             |
| DENSO             | Sconosciuto                   |
| NTT Kanto         | Takashi Shimizu               |
| Oita Trinita      | Sconosciuto                   |
| Otsuka Pharma     | Edson Porto                   |
| Seino             | Sconosciuto                   |
| Tokyo Gas         | Kiyoshi Ōkuma                 |
| Tosu Futures      | Nelson Agresta Sergio Batista |
| Ventforet Kofu    | Yuji Tsukada                  |
| Vissel Kōbe       | Stuart Baxter                 |

## Classifica finale
|  | Pos. | Squadra           | Pt | G  | V  | P      | GF | GS |
|  | ---- | ----------------- | -- | -- | -- | ------ | -- | -- |
|  | 1.   | Honda Motor       | 75 | 30 | 25 | 5      | 83 | 35 |
|  | 2.   | Vissel Kōbe       | 75 | 30 | 25 | 5      | 78 | 32 |
|  | 3.   | Tokyo Gas         | 73 | 30 | 24 | 6 (1)  | 63 | 28 |
|  | 4.   | Tosu Futures      | 62 | 30 | 20 | 10 (2) | 68 | 43 |
|  | 5.   | Consadole Sapporo | 62 | 30 | 20 | 10 (2) | 60 | 43 |
|  | 6.   | Brummell Sendai   | 56 | 30 | 18 | 12 (2) | 67 | 52 |
|  | 7.   | Otsuka Pharma     | 55 | 30 | 18 | 12 (1) | 56 | 41 |
|  | 8.   | Montedio Yamagata | 49 | 30 | 16 | 14 (1) | 45 | 49 |
|  | 9.   | Fujitsu           | 45 | 30 | 15 | 15     | 48 | 45 |
|  | 10.  | Oita Trinita      | 39 | 30 | 13 | 17     | 42 | 52 |
|  | 11.  | Ventforet Kofu    | 33 | 30 | 11 | 19     | 50 | 56 |
|  | 12.  | Cosmo Oil         | 33 | 30 | 11 | 19     | 45 | 61 |
|  | 13.  | NTT Kanto         | 23 | 30 | 7  | 23 (2) | 36 | 55 |
|  | 14.  | Fukushima FC      | 22 | 30 | 7  | 23 (1) | 30 | 63 |
|  | 15.  | DENSO             | 16 | 30 | 5  | 25 (1) | 40 | 90 |
|  | 16.  | Seino             | 15 | 30 | 5  | 25     | 28 | 82 |

Legenda:

      Promossa in J. League 1997.
Note:

Tre punti a vittoria, uno a sconfitta dopo i tiri di rigore, zero a sconfitta.
Fra parentesi, gli incontri persi dopo i tiri di rigore.